# Altstoffsammlung

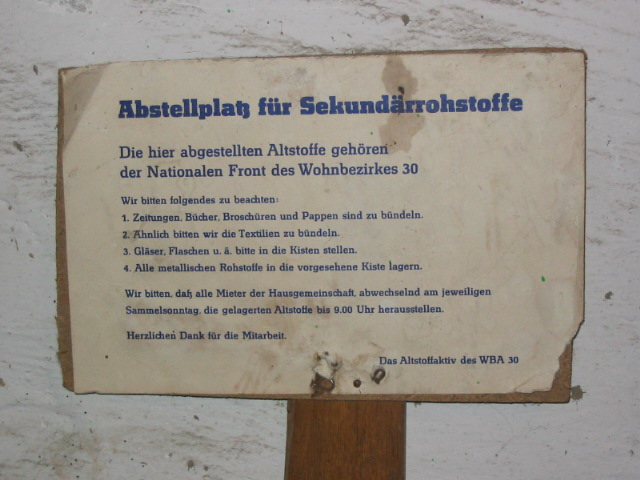
Schild an einem Sammelplatz für Sekundärrohstoffe in einem Wohnblock

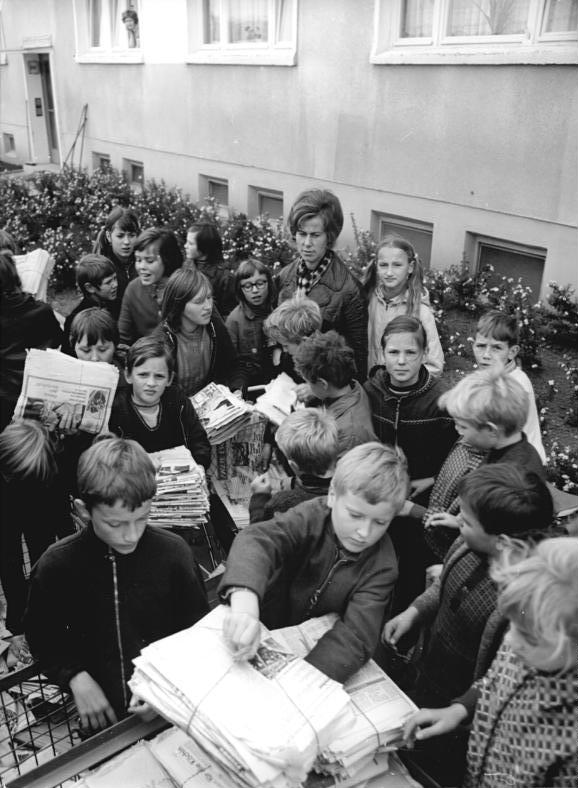
Schüler beim Altstoffsammeln

Die Altstoffsammlung war bereits im Ersten Weltkrieg von erheblicher Bedeutung, um verlorene Rohstoffimportquellen zu kompensieren. Im Deutschen Reich wurde sie bei Beginn des Zweiten Weltkriegs unter Aufsicht des Reichskommissars für Altmaterialverwertung als Beschaffung von Sekundärrohstoffen durch die Schuljugend eingeführt.
In der DDR fand die Altstoffsammlung als das teils organisierte, teils private Einsammeln und Verkaufen von Altpapier, pfandfreien Flaschen und Gläsern statt. Aber auch Schrott (seit 1973) und Altkleider wurden aufgekauft, die Abgabe von Bleiakkus war sogar Voraussetzung für den Kauf eines neuen. Die offizielle Bezeichnung der Altstoffe war „Sekundärrohstoffe“.
Die Altstoffsammlung wurde besonders an den Schulen propagiert. Kinder und Jugendliche sollten an den sorgsamen Umgang mit Ressourcen herangeführt werden, oft verdienten sie sich mit solchen Sammlungen ein kleines Taschengeld. Es wurden aber auch in größerem Umfang von der Pionierorganisation organisierte Sammlungen ganzer Pioniergruppen bzw. Schulklassen durchgeführt, deren Erlöse gespendet wurden oder der Klassenkasse zugutekamen.
Zentrale Annahmestellen („SERO“) kauften die Altstoffe auf, teilweise wurden sie auch über private Zwischenhändler an SERO abgeführt. Für eine Flasche oder ein Glas ab 100 cm³ wurden 0,05 M, für unbeschädigte genormte Konservengläser und Spirituosenflaschen bis zu 0,30 M gezahlt. Bei organisierten Sammlungen erhöhte sich der Annahmepreis, z. B. bei Altpapier pro Kilogramm von 0,20 M auf 0,25 M.
Die Altstoffsammlungen waren Quelle wichtiger Rohstoffe für einige Industriezweige. So wurden beispielsweise in der Papierindustrie zu ca. 40 Prozent und in der Getränke- und Lebensmittelindustrie zu ca. 60 Prozent Altstoffe verwendet.